# قلاب (فیلم ۱۳۵۰)
قلاب (فیلم ۱۳۵۰) فیلمی به کارگردانی و نویسندگی عباس دستمالچی ساختهٔ سال ۱۳۵۰ است.

## خلاصه داستان
مرد میانسالی در تصادف با اتومبیل درمی‌گذرد و در واپسین لحظات حیات، دخترش را به نزدیکترین آشنایش که جوان پهلوانی است می‌سپارد…

## بازیگران
- رضا بیک ایمانوردی
- مرجان
- اردشیر پهلوان
- محمدتقی کهنمویی
- نادیا
- حسین پور
- یداله شیراندامی
- ایران دفتری